# Гражданское сообщество (Боливия)
Гражданское сообщество (исп. Comunidad Ciudadana, CC) — либеральная боливийская политическая коалиция во главе с бывшим президентом Карлосом Месой, основанная в 2018 году для участия во всеобщих выборах 2019 года как оппозиционная к «Движению к социализму». Она создана из альянса партий Революционный левый фронт (РФР), «Суверенитет и свобода для Боливии» (Sol.Bo), «Все организации» и «Силы Кочалы». Альянс выдвигал кандидатуру Месы на пост президента, а его кандидатом на пост вице-президента является бывший министр Густаво Педраса. Кампания Гражданского общества была сосредоточена на осуждении кандидатуры действующего президента Эво Моралеса, который шёл на четвёртый президентский срок. На выборах Гражданское сообщество получило 50 депутатских мандатов и 14 мест в сенате Многонационального Законодательного Собрания страны. В партии состоит 88 122 человека.

## Результаты выборов

### 2019
На выборах 2019 года Гражданское сообщество получило 36,5 % голосов, 50 депутатских мандатов и 14 мест в сенате Многонационального Законодательного Собрания страны, однако результаты были аннулированы. Юридически в альянс вошли всего 2 партии, однако тактически как оппозиционную силу её поддержали Фронт национального единства Самуэля Дориа Медины и другие группы.

### 2020
В 2020 году на выборах 18 октября партия получила 28,8 % голосов, 39 мест в нижней палате и 11 мест в сенате. Её кандидат на президентских выборах Карлос Меса получил лишь 28,8% избирателей, проиграв Луису Арсе от Движения к социализму, который победил в первом туре с 55,11%.